# Michèle Rivasi
Michèle Rivasi, née le 9 février 1953 à Montélimar (Drôme) et morte le 29 novembre 2023 à Bruxelles (Belgique), est une femme politique française.
Indépendante, membre du Parti socialiste puis des Verts et d'Europe Écologie Les Verts, elle est députée de la Drôme de 1997 à 2002, vice-présidente du conseil général de la Drôme ainsi qu'adjointe au maire de Valence de 2008 à 2009 et députée européenne de 2009 à sa mort.
Candidate à la primaire écologiste de 2016 en vue de l'élection présidentielle de 2017, elle est battue au second tour par Yannick Jadot.
Cofondatrice et première présidente de la Commission de recherche et d'information indépendantes sur la radioactivité (CRIIRAD) une association créée après la catastrophe nucléaire de Tchernobyl du 26 avril 1986, Michèle Rivasi cofonde, avec Corinne Lepage, une autre association, l'Observatoire de vigilance et d'alerte écologique (Ovale).  
Sur l'impact de cette catastrophe, elle qualifie de « mensonge d'État » l'affirmation selon laquelle la France aurait été protégée par un anticyclone du nuage radioactif qui en résultait.  
Son engagement militant et associatif s'est aussi traduit par sa vice-présidence du Centre de recherche et d'information indépendantes sur les rayonnements électromagnétiques (Criirem) et par sa direction de Greenpeace France (2003-2004). 
Elle se présente comme une spécialiste des questions de santé environnementale au Parlement européen,,, mais ses prises de position sur certains sujets (ondes électromagnétiques, vaccins, homéopathie) sont fréquemment critiquées pour leur caractère pseudo-scientifique.

## Situation personnelle

### Formation et débuts professionnels
Ancienne élève de l'École normale supérieure de Fontenay-aux-Roses (S FT 1973), Michèle Rivasi est professeure agrégée de sciences naturelles et titulaire d'un DEA en didactique des sciences.
En 1977, elle est nommée en lycée, puis au bout de quatre ans, obtient un poste de professeure agrégée à l'institut universitaire de formation des maîtres (IUFM) de Valence (1980-1997) et de Grenoble (2002-2003). 

### Carrière professionnelle et militante
Michèle Rivasi est directrice de Greenpeace France de septembre 2003 à novembre 2004. Bruno Rebelle, numéro 2 de Greenpeace à l'époque, déclare : « En l’espace de quelques mois, elle a mis le feu à la maison, elle n’a pas su gérer une équipe de cinquante personnes, et n’a pas su gérer la composante française d’une organisation internationale. C’est parti en vrille. »
Elle affirme, quant à elle, que Bruno Rebelle, ainsi que Yannick Jadot, se sont opposés à l'organisation plus démocratique qu'elle proposait : « Le monde meilleur qu'on défendait, il fallait aussi qu'il soit à l’intérieur de Greenpeace. Au fond, Jadot et Rebelle, c’est le même genre de mecs : des mecs qui en veulent, qui ont des ego, ».
À l'issue de cette expérience de treize mois à la tête de Greenpeace France, elle enseigne à nouveau les sciences de la vie et de la Terre au lycée Gustave-Jaume de Pierrelatte, dans la Drôme, de 2004 à 2007, puis elle est en poste de 2007 à 2009 à l'IUFM de Grenoble, en Isère.

## Parcours politique

### Élue de la Drôme

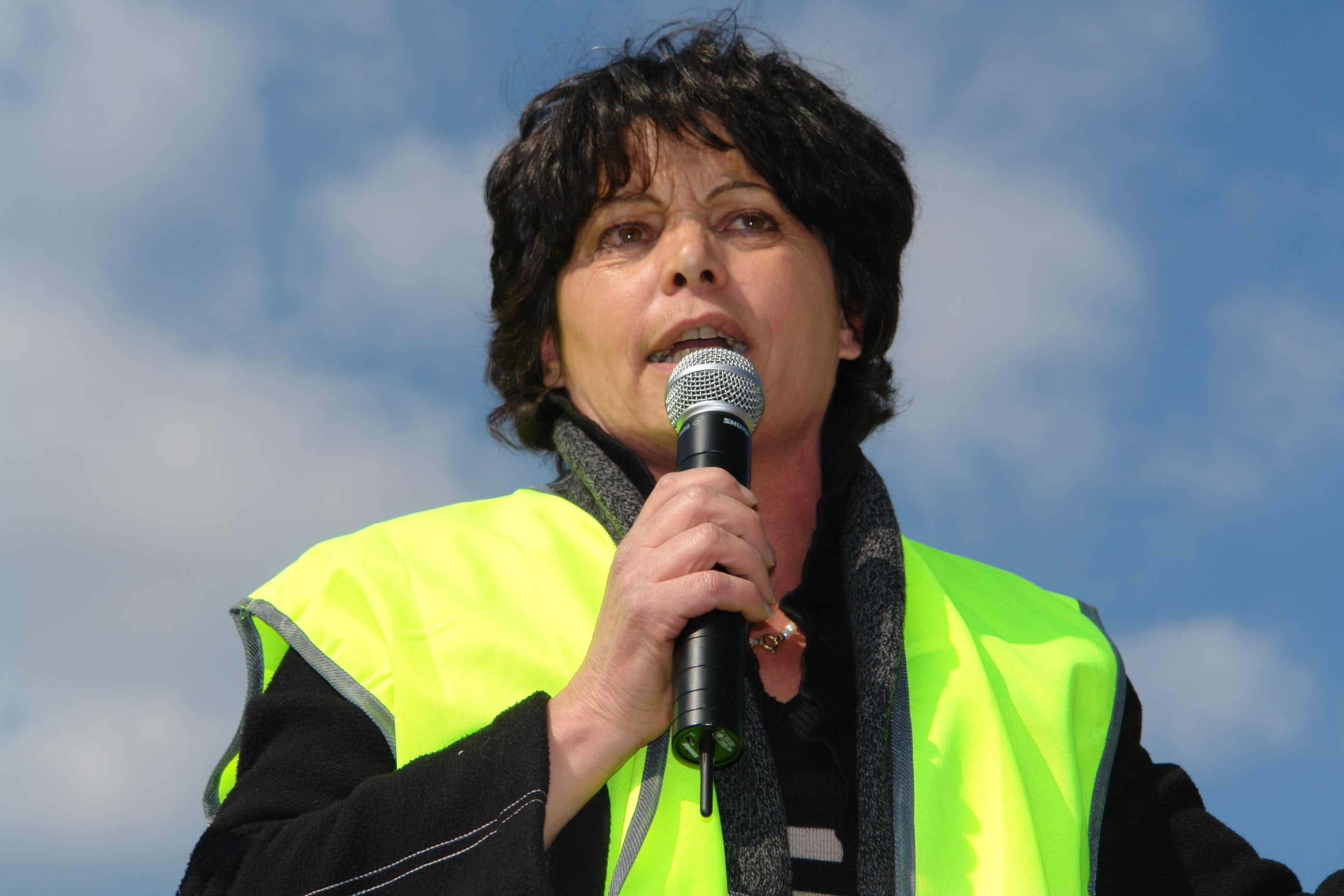
Michèle Rivasi en 2007.

Michèle Rivasi est élue pour la première fois au conseil municipal de Félines-sur-Rimandoule en 1995.
Elle est élue députée dans la première circonscription de la Drôme en 1997, battant de 34 voix le sortant Patrick Labaune (RPR). Bien qu'élue dans le cadre de l'accord avec Les Verts, elle rejoint le groupe socialiste, où elle siège comme apparentée. À l'Assemblée nationale, elle est membre de :
- la commission de la Production et des Échanges (de 1997 à 2000), puis de la commission de la Défense nationale et des Forces armées (de 2000 à 2002) ;
- la commission d'enquête sur la sûreté des installations industrielles et des centres de recherche et sur la protection des personnes et de l'environnement en cas d'accident industriel majeur ;
- la commission d'enquête sur Superphénix et la filière des réacteurs nucléaires à neutrons rapides et à caloporteur sodium ;
- la délégation de l'Assemblée nationale pour l'Union européenne ;
- l'Office parlementaire d'évaluation des choix scientifiques et technologiques (membre suppléant).

Elle rejoint le Parti socialiste en 2002, et le quitte en 2003. Elle rejoint Les Verts en 2005.
En 2008, elle est candidate aux élections cantonales et municipales à Valence. Elle est élue conseillère générale dans le canton de Valence-1, devenant vice-présidente du conseil général de la Drôme et adjointe au maire de Valence, chargée des financements européens.
Elle est porte-parole d'Eva Joly lors de l'élection présidentielle de 2012.
Lors des élections municipales de 2014 à Valence, elle mène avec l'adjoint sortant Patrick Royannez la liste écologiste « Réussir ensemble Valence ». Cette liste n'obtenant que 11 % des suffrages et deux sièges au conseil municipal, elle siège dans l'opposition à partir du 5 avril 2014.
Elle ne se représente pas aux élections municipales de 2020.

### Députée européenne
Lors des élections européennes de 2009, elle est élue députée européenne sur la liste Europe Écologie dans la circonscription Sud-Est. Elle abandonne son mandat de conseillère générale, mais conserve son mandat municipal. Elle est réélue en 2014.
En vue des élections européennes de 2019, elle propose une liste qui est validée par un peu plus de 35 % des adhérents d'Europe Écologie Les Verts. Elle figure finalement en deuxième position sur la liste définitive, qui est conduite par Yannick Jadot. 
Cette liste obtient 13,47 % des suffrages exprimés, arrivant en troisième position derrière celles du Rassemblement national et de La République en marche et permettant à Michèle Rivasi d'être réélue députée européenne, avec douze de ses colistiers.

### Primaire écologiste de 2016

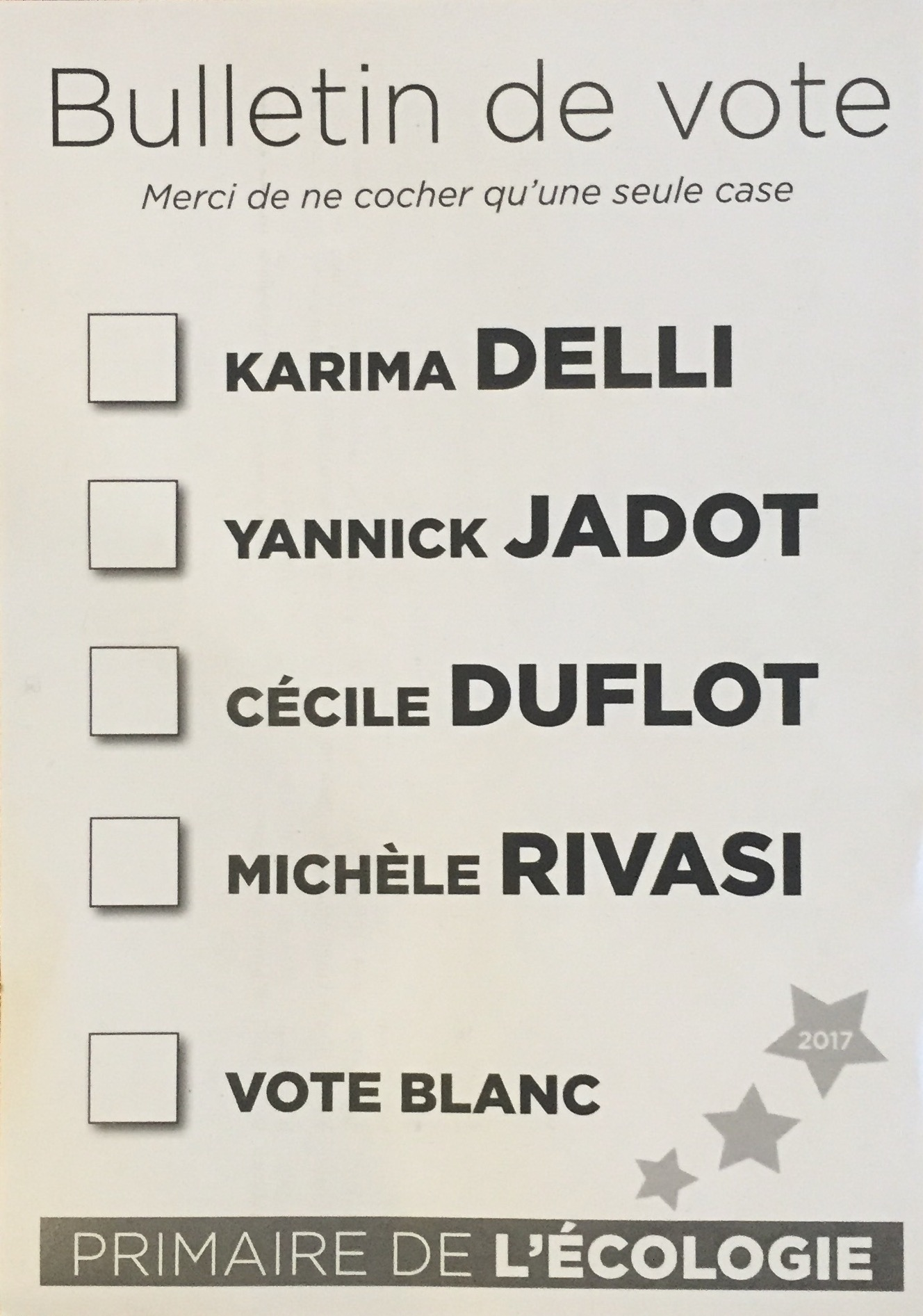
Bulletin de vote au premier tour de la primaire présidentielle de l'écologie de 2016.

Le 1er août 2016, elle annonce sa candidature à la primaire écologiste en vue de l'élection présidentielle de 2017,,,. Elle obtient de justesse les parrainages du parlement d'EÉLV pour pouvoir se présenter,.
Dans le cadre de sa campagne, elle affiche le soutien de Pierre Rabhi, que dément le mouvement Colibris. À la suite de ce démenti, elle affirme qu'il lui a dicté la phrase et que « parfois, il [Pierre Rabhi] perd un peu la mémoire. »
Lors du débat entre les quatre candidats sur LCP le 26 septembre, elle répond au journaliste Lilian Alemagna, concernant l'hypothèse d'alliances avec d'autres forces politiques : « Il y a plein d’autres sensibilités qui peuvent venir nous rejoindre par rapport à ce projet. Pourquoi aller toujours au niveau des socialistes ? […] Il peut y avoir des gens de centre droit et de centre gauche qui peuvent se dire, bah tiens ce projet… […] C’est un projet de société qu’on affiche, qui donne clairement les lignes, et si des gens veulent venir nous rejoindre, et bien qu’ils nous rejoignent. On va pas fermer les portes ! ».
Le 19 octobre, elle crée la surprise en se qualifiant pour le second tour avec 30,16 % des voix, derrière Yannick Jadot qui réunit 35,61 % des voix. Quelques jours plus tard, Bruno Rebelle revient sur le passage de Michèle Rivasi à Greenpeace et déclare qu'elle a été, en 2004, licenciée car « [elle n’a] pas fait le boulot correctement,. » Elle échoue cependant au second tour (45,75 % contre 54,25 %).

### Élection présidentielle de 2017
Le 5 janvier 2017, Michèle Rivasi « invite les militants socialistes » à voter pour Benoît Hamon lors de la primaire citoyenne de 2017, se disant favorable à un rapprochement avec celui-ci en cas de victoire, ainsi qu'avec Jean-Luc Mélenchon. Elle précise cependant qu'elle ne votera pas à la primaire.
Le 31 janvier 2017, elle lance avec Noël Mamère un appel à une « candidature unique de la gauche progressiste et écologique », demandant à Benoît Hamon, Jean-Luc Mélenchon et Yannick Jadot de s'appuyer sur leurs « énormes convergences » pour créer un projet commun, et militant pour le tirage au sort d'un candidat unique.

## Vie personnelle
Elle est veuve de Gérard Triaire, maire de Félines-sur-Rimandoule, mort en 2017.
Elle est mère de deux filles.
Michèle Rivasi meurt d'une crise cardiaque alors qu'elle se rend au Parlement européen à Bruxelles, le 29 novembre 2023, à l'âge de 70 ans. Elle est inhumée au cimetière de Félines-sur-Rimandoule (Drôme), aux côtés de son mari.

## Prises de position

### Énergie nucléaire

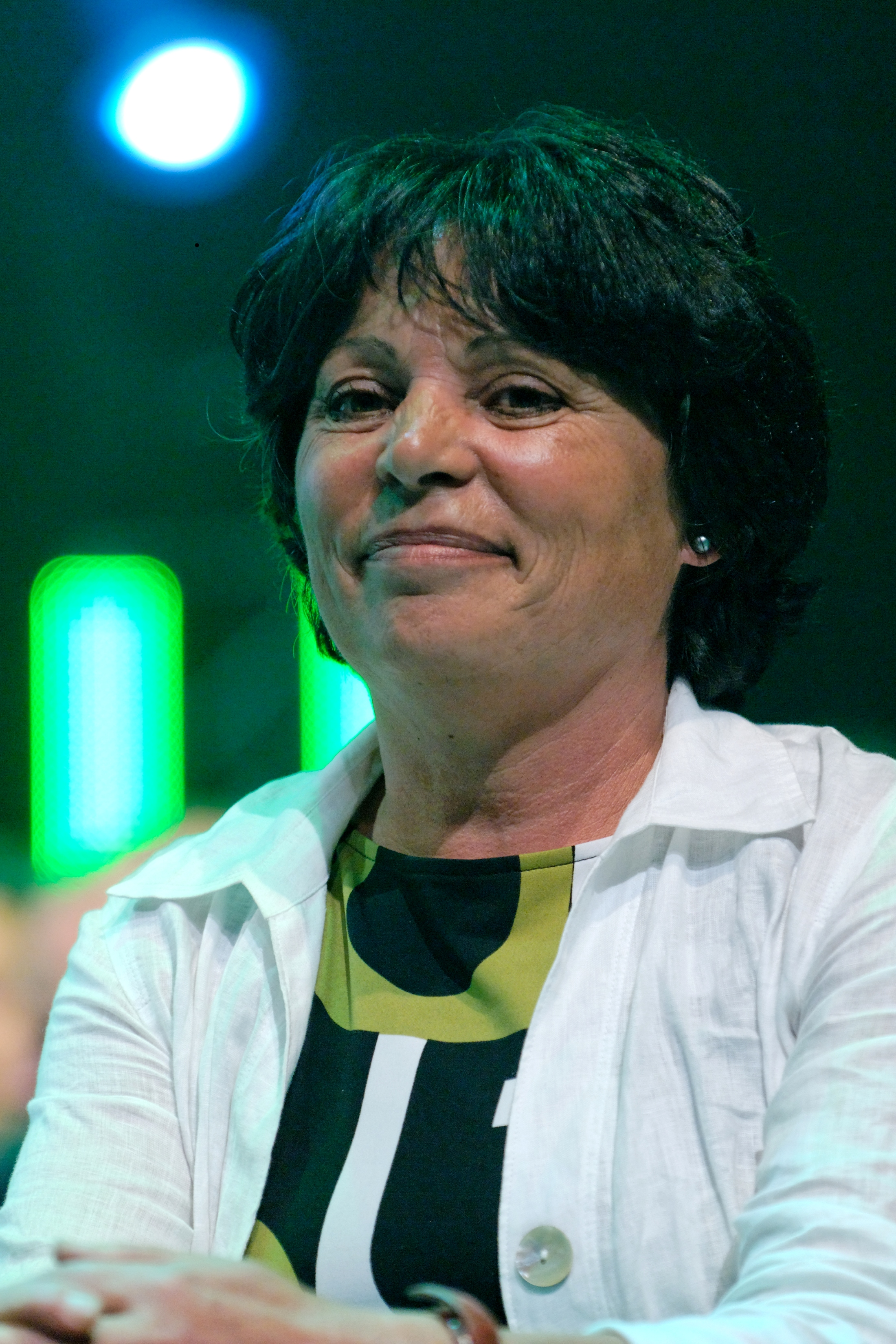
Michèle Rivasi en 2009.

Michèle Rivasi affirme que la catastrophe nucléaire de Tchernobyl aurait été « le premier gros mensonge d'État ». Elle explique qu'au moment des faits en 1986, lorsque le nuage radioactif se propageait au-dessus de l'Europe, la protection de la France par un anticyclone lui avait semblé impossible, les pays frontaliers de la France comme l'Italie et l'Allemagne ayant été touchés. Elle qualifie cette affirmation de « mensonge d'État ». Elle crée alors une association, la Commission de recherche et d'information indépendantes sur la radioactivité (CRIIRAD), avec d'autres militants écologistes également convaincus d'un mensonge après avoir constaté en France la présence d'éléments radioactifs dans certains aliments comme le lait. En 2000, sous son impulsion, la CRIIRAD porte plainte contre Pierre Pellerin conjointement avec l’Association française des malades de la thyroïdes (AFMT). Les deux associations  accusent le professeur Pellerin, directeur du Service central de protection contre les rayonnements ionisants (SCPRI) en 1986, d’avoir été incapable de rendre compte de la réalité de la contamination et de son évolution et d’avoir publié délibérément des chiffres faux sur l’intensité des dépôts radioactifs. Il est mis en examen, le 31 mai 2006, pour « tromperie aggravée » par la juge d'instruction Marie-Odile Bertella-Geffroy. Le 7 septembre 2011, la cour d'appel prononce un non-lieu à l'encontre du Professeur Pellerin, actant ainsi la fin de l'enquête sur l'impact du nuage de Tchernobyl en France. Cette décision est conforme aux réquisitions du parquet, qui estimait que les scientifiques n'avaient mis en évidence aucune conséquence sanitaire mesurable au moment des faits,,,. 
En 1997, Michèle Rivasi est qualifiée de « bête noire du lobby nucléaire » dans Libération. En 1998, elle publie avec Hélène Crié-Wiesner, journaliste franco-américaine, le livre Ce nucléaire qu'on nous cache. Elle y dénonce des manipulations de chiffres par l'État, des mensonges, des dissimulations concernant le nucléaire. Elle y aborde aussi la gestion des déchets radioactifs et le démantèlement des vieilles centrales nucléaires.
En 2000, elle publie un rapport sur le « caractère désordonné de la gestion des déchets nucléaires », où elle dénonce la solution de stockage de déchets radioactifs dans les remblais. Elle appuie l'association Avigolfe dans son action sur la prise en compte du syndrome de la guerre du Golfe, mettant en question un lien éventuel entre des maladies atteignant les vétérans de la guerre, et une possible exposition à des radiations ou des intoxications chimiques. Elle établit un rapport analysant la protection des consommateurs vis-à-vis des produits défectueux.
De novembre 2013 à septembre 2016, elle est présidente de Nuclear Transparency Watch, association visant à renforcer la sûreté nucléaire par la promotion de la transparence dans la filière nucléaire.

### Lobbies pharmaceutiques
En janvier 2015, elle lance aux côtés de nombreux médecins comme Irène Frachon et d'élus écologistes, l'appel pour une opération « Mains propres sur la santé » (une initiative soutenue par Anticor, Formindep et le groupe des Verts/Alliance libre européenne au Parlement européen), dénonçant la mainmise des laboratoires pharmaceutiques sur les décisions sanitaires en France. Au travers de différents exemples de corruption ou de conflits d'intérêts entre le monde politique et pharmaceutique, mais aussi en critiquant les va-et-vient entre le public et le privé, elle cherche à montrer que ces connivences ont un coût énorme pour la santé et la sécurité sociale.
Elle estime que des économies drastiques sont possibles si l'on revoit le prix de certains médicaments, bien plus chers en France que dans la majeure partie des pays développés. Par exemple, le médicament Glivec, utilisé pour soigner certaines formes de leucémies, coûte 501 euros la boîte en Italie et 2 300 euros en France,. Michèle Rivasi appelle à une refonte du système de fixation du prix du médicament, une mission dévolue en France au Comité économique des produits de santé (CEPS). Notamment, Michèle Rivasi regrette que les usagers ne soient pas représentés au sein du CEPS, et elle affirme que « souvent ceux qui en font partie viennent des laboratoires pharmaceutiques ». Elle est l'invitée de Mediapart pour présenter son opération « Mains propres sur la santé ».

### Vaccination
À propos de la vaccination, elle déclare : « Aujourd’hui, les vaccins créent plus de problèmes qu’ils n’en résolvent, il est temps de changer de paradigme sur la prévention ». Elle est critiquée par la communauté scientifique, qui la décrit comme une militante anti-vaccins, en relevant qu'elle en adopte les codes et en propage souvent les mensonges dans ses publications. Elle conteste cette description et se présente comme « vaccin-critique ».
Le 9 février 2017, elle organise à Bruxelles une journée de conférence qui inclut notamment la projection du film Vaxxed du controversé Andrew Wakefield, médecin radié pour fraude à propos d'une publication manipulée établissant un lien entre vaccination et autisme. Initialement prévue dans une salle du Parlement européen, la conférence — dénoncée par l'AFIS — est finalement organisée dans une salle louée pour l'occasion, probablement à l'initiative du groupe écologiste au Parlement. En mars 2019, dans un communiqué intitulé « oui aux vaccins, non aux lobbys », elle déclare avoir « commis une erreur regrettable » en invitant Andrew Wakefield. Elle conteste cependant le caractère frauduleux de sa publication.
Le 10 juillet 2017, elle publie sur le site Reporterre une tribune intitulée : « Obligation vaccinale - la guerre est déclarée » s'opposant vivement à l'augmentation annoncée du nombre de vaccins obligatoires en France en s'appuyant sur de nombreux arguments classiques des mouvements anti-vaccins, qualifiés par Le Monde de « rumeurs », d'éléments « faux » et de « mensonges ». Elle affirme notamment que « le calendrier des 11 obligations vaccinales envisagées représenterait pas moins de 76 immunisations avant l'âge de 18 mois », chiffre largement surévalué selon Le Monde, qui en comptabilise seulement 31.
Bien qu'elle rejette le qualificatif d'anti-vaccin, elle diffuse régulièrement, sur son blog et lors d'entretiens, des fausses informations sur la vaccination. Elle conteste ainsi l'utilité de la vaccination contre l’hépatite B chez les enfants sous prétexte qu’il s’agirait d’une maladie exclusivement sexuellement transmissible, alors que des risques de contamination sont possibles notamment par l’intermédiaire de petites plaies ou d’objets de toilette piquants ou coupants. Elle affirme qu'il existe un lien de causalité entre vaccination contre l'hépatite B et apparition de la sclérose en plaques. Elle affirme aussi que la vaccination contre la rougeole est inutile parce que les femmes transmettent des anticorps contre la rougeole en allaitant, ou encore établit un lien de causalité entre l'utilisation d'adjuvants aluminiques et survenue de maladies. Toutes ces informations sont considérées comme fausses par les études scientifiques. Elle dénonce également la présence de « nanoparticules métalliques dans des vaccins courants », alors que l'Agence européenne des médicaments a pointé que des traces de nanoparticules inorganiques ne sont pas « inattendues » car il en existe « partout dans l’environnement » dans des proportions infimes et non dangereuses. Elle corédige la préface de l’édition 2017 du livre « Vaccinations, les vérités indésirables » de Michel Georget, un militant anti-vaccin connu pour ses positions pseudo-scientifiques.
Le 25 avril 2020, elle publie un tweet, où elle fait état de ses doutes sur l’efficacité d’un éventuel vaccin contre la Covid-19 du fait, selon elle, de la capacité de mutation du virus. Désavouée par EÉLV, elle supprime son tweet deux jours plus tard. Le 12 juillet 2021, à la suite d'une allocution d'Emmanuel Macron détaillant les mesures prises pour inciter la population française à se faire vacciner, elle suscite à nouveau la polémique en publiant un tweet comparant ces mesures à l'apartheid. Elle s'est, par la suite, excusée sur Twitter de l'emploi maladroit de ce terme tout en précisant être restée indignée par les annonces du président de la République qu'elle juge « discriminatoires envers les libertés fondamentales de [ses] concitoyens ». Elle participe à deux reprises aux réunions publiques du « Conseil scientifique indépendant » du collectif Réinfocovid, fondé par Louis Fouché, diffusées en vidéo sur le site du collectif, avec d'autres personnalités critiquées pour leurs prises de position pseudo-scientifiques, comme Laurent Mucchielli et Michel Maffesoli.
En 2023, elle co-signe la préface de Tous vaccinés, tous protégés ? de Christine Cotton avec la sénatrice apparentée LR Laurence Muller-Bronn. L'ouvrage comporte également des avant-propos de la députée RN Virginie Joron et de Martine Wonner. Cette proximité avec des personnalités d’autres partis, connues pour leur hostilité à la vaccination contre la Covid-19 suscite des débats au sein d’EÉLV.

### Phagothérapie
Michèle Rivasi prône le retour de l'utilisation de la phagothérapie en France pour combattre les bactéries résistantes aux antibiotiques en utilisant des virus bactériophages qui attaquent ces bactéries. Le 17 septembre 2013, elle a organisé une réunion sur la question au Parlement européen[pertinence contestée]. En 2015, elle participe à la première réunion européenne sur la thérapie par les bactériophages organisée par l’Agence européenne du médicament.

### Pseudo-médecines
Convaincue que l'homéopathie fonctionne, contrairement au consensus scientifique qui considère cette pratique comme pseudo-scientifique, elle n'exclut pas d'expliquer cette efficacité alléguée par la mémoire de l'eau.
Elle se positionne pour l'intégration de l'homéopathie comme matière obligatoire dans le cursus de formation initiale des médecins dans l'esprit du concept de médecine intégrative,. Lors de la publication de l'avis de la Haute Autorité de santé (HAS) sur l'efficacité de l'homéopathie et le bien-fondé de sa prise en charge par l’assurance maladie, elle prend position pour le maintien du remboursement des préparations homéopathiques.
En octobre 2020, intervenant lors d’un symposium sur la contribution de la médecine anthroposophique, autre pratique pseudo-scientifique, à l’oncologie, organisé conjointement par le Land de Bade-Wurtemberg et la Fédération internationale des associations de médecins anthroposophes (Internationalen Vereinigung Anthroposophischer Ärztegesellschaften), elle déclare que la médecine anthroposophique est fondée sur des preuves et présente le traitement du cancer par le gui, préconisé par les anthroposophes, comme une thérapie admise par certains médecins,.

### Amalgames dentaires contenant du mercure
Elle s'engage avec d'autres élus écologistes contre l'utilisation du mercure dans les amalgames dentaires.

### Glyphosate
Depuis mars 2016, Michèle Rivasi est aussi engagée dans un bras de fer avec l'Autorité européenne de sécurité des aliments (EFSA) sur la question du glyphosate, la substance active du Roundup (l'herbicide le plus vendu au monde par Monsanto). Avec trois autres collègues écologistes au Parlement européen, elle demande en mai 2017 l'accès à toutes les études de l'industrie qui ont conduit l'EFSA à conclure que le glyphosate n'est « probablement pas cancérogène, ». La procédure est ensuite lancée. Et en mars 2019, la justice de l'Union européenne lui donne satisfaction, estimant que le droit à l'information en matière d’environnement est supérieur à l’intérêt commercial.
Soutenue par de nombreux députés européens[réf. nécessaire], Michèle Rivasi s'oppose en avril 2016 à la ré-autorisation du glyphosate pour 15 ans proposée par la Commission. Sous la pression des écologistes et de plusieurs ONG, l'exécutif européen se contente en juin 2016 de réautoriser cette substance pour seulement 18 mois.
Avec ses collègues écologistes, dont Bart Staes, Michèle Rivasi invite même les autres eurodéputés à uriner dans un tube à essai pour montrer au grand public l'étendue de la contamination au glyphosate. Alors que le président de la Commission européenne, Jean-Claude Juncker, a aussi été sollicité pour cette expérience, il n'a jamais donné suite.

### Autres engagements
En 2001, elle devient membre du comité de parrainage de la Coordination pour l'éducation à la non-violence et à la paix.
Créée en 2014, l'Association zones blanches (AZB) est composée de personnes électro-hypersensibles (EHS) et chimico-sensibles (MCS), d'élus, de professionnels de la santé, de militants et d'associations engagés sur ces questions. Elle se mobilise pour monter un projet concret de lieu d'accueil médico-social en « zone blanche ». Michèle Rivasi en est la présidente et lutte pour faire aboutir le projet d'un centre en zone blanche. Le site choisi se situe dans les Hautes-Alpes sur la commune de Saint-Julien-en-Beauchêne, dans une vallée protégée des ondes par un relief escarpé, et qui, selon Michèle Rivasi, est connue des électro-hypersensibles « les plus extrêmes » comme étant l'« une des dernières oasis ». Elle se positionne contre l'internet par ondes et donc contre le Wi-Fi, par principe de précaution.
Michèle Rivasi est également l'une des initiatrices de la Marche des cobayes contre « les expérimentations des industriels », une grande marche de deux mois en 2018 de Fos-sur-Mer jusqu'à Paris pour sensibiliser le public aux enjeux de la « santé environnementale ». Les marcheurs sont une quarantaine de citoyens, militants associatifs, scientifiques et politiques, qui veulent notamment obtenir des expertises indépendantes, fédérer les victimes des pollutions, et inverser la charge de la preuve, car, selon Michèle Rivasi, « en France, la victime doit prouver le lien entre sa pathologie et le produit toxique alors que dans d’autres pays, en Allemagne par exemple, c’est à l’industriel de prouver l’innocuité de son produit. »,,
L'eurodéputée s'oppose au déploiement des compteurs Linky.
En juin 2015, dans une tribune publiée par Le Monde, elle appelle à la fin du remboursement par la sécurité sociale de certains antidépresseurs. Cette prise de position entraîne des réactions scandalisées de plusieurs médecins,.
La veille de son décès, elle dénonce sur X (ex Twitter) l'opacité dans la dé-publication d'une étude sur l'accès aux médicaments et l'innovation pharmaceutique, corrélée au fonctionnement de l'administration.

## Controverses
En raison de ses engagements sur le terrain de la santé environnementale qui l'amènent à défendre des positions qui vont à l'encontre du consensus scientifique, Michèle Rivasi fait l'objet de critiques de la part d'une partie du corps médical. Le Journal international de médecine la qualifie de « reine de l'alterscience », ciblant notamment sa proximité avec les militants anti-vaccination et son combat contre l'électrosensibilité, et l'accusant de colporter des « faits alternatifs ».
Dans une interview donnée au Point, le physicien Sébastien Point, interrogé sur l'engagement de Michèle Rivasi contre les ondes, estime pour sa part qu'il n'y a rien à craindre des ondes de téléphonie mobile (classées dans le groupe 2B du CIRC, soit comme un danger « peut-être cancérogène », sans préjuger de son risque) et fustige un discours propageant « une peur fondée sur un sujet difficile d'accès » et « une manipulation des esprits ».
La controverse ressurgit en 2024 à l’occasion de la création d’un prix portant son nom destiné à distinguer les lanceurs d’alerte.

## Détail des mandats et fonctions

### Au Parlement européen
- Députée européenne (juin 2009 – novembre 2023, réélue en mai 2014, puis en mai 2019[N 3]).

### À l’Assemblée nationale
- Députée, élue dans la première circonscription de la Drôme (juin 1997 – juin 2002).

### Au niveau local
- Conseillère municipale de Félines-sur-Rimandoule (juin 1995 – mars 2001).
- Conseillère générale de la Drôme, élue dans le canton de Valence-1, et vice-présidente du conseil général de la Drôme (mars 2008 – juillet 2009).
- Adjointe au maire de Valence, chargée des financements européens (mars 2008 – septembre 2009).
- Conseillère municipale de Valence (mars 2008 – mai 2020, réélue en mars 2014).

## Synthèse des résultats électoraux

### Élections législatives
| Année | Parti | Parti | Circonscription | 1er tour | 1er tour | 1er tour | 2d tour | 2d tour | 2d tour | Issue |
| Année | Parti | Parti | Circonscription | Voix     | %        | Rang     | Voix    | %       | Rang    | Issue |
| ----- | ----- | ----- | --------------- | -------- | -------- | -------- | ------- | ------- | ------- | ----- |
| 1997  |       | LV    | 1re de la Drôme | 13 576   | 32,93    | 2e       | 22 865  | 50,04   | 1re     | Élue  |

### Élections cantonales
| Année | Parti | Parti | Canton    | 1er tour | 1er tour | 1er tour | 2d tour | 2d tour | 2d tour | Issue |
| Année | Parti | Parti | Canton    | Voix     | %        | Rang     | Voix    | %       | Rang    | Issue |
| ----- | ----- | ----- | --------- | -------- | -------- | -------- | ------- | ------- | ------- | ----- |
| 2008  |       | EÉLV  | Valence-1 | 2 534    | 43,92    | 2e       | 3 153   | 50,34   | 1re     | Élue  |

### Élections municipales
Les résultats ci-dessous concernent uniquement les élections où elle est tête de liste.
| Année | Parti | Parti | Commune | 1er tour | 1er tour | 1er tour | 2d tour | 2d tour | 2d tour | Sièges obtenus |
| Année | Parti | Parti | Commune | Voix     | %        | Rang     | Voix    | %       | Rang    | Sièges obtenus |
| ----- | ----- | ----- | ------- | -------- | -------- | -------- | ------- | ------- | ------- | -------------- |
| 2008  |       | EÉLV  | Valence | 4 416    | 19,30    | 3e       | Fusion  | Fusion  | Fusion  | 10 / 49        |

## Publications
- Michèle Rivasi et Hélène Crié, Ce nucléaire qu’on nous cache[102], Albin Michel, Paris, 1998.
- Michèle Rivasi, Catherine Gouhier et Maxence Layet, Survivre au téléphone mobile et aux réseaux sans fil[103], Le Courrier du livre, Paris, 2009.
- Michèle Rivasi, Serge Rader et Marie-Odile Bertella-Geffroy, Le Racket des laboratoires pharmaceutiques. Et comment en sortir[104], Les Petits matins, Paris, 2015.